# Saint-Léonard-des-Bois
Pour les articles homonymes, voir Saint-Léonard.
Saint-Léonard-des-Bois est une commune française, située dans le département de la Sarthe en région Pays de la Loire, peuplée de 474 habitants (les Saint-Léonardais).
La situation géographique privilégiée de Saint-Léonard-des-Bois favorise la pratique du tourisme vert. Cette commune se situe au cœur des Alpes mancelles, portion orientale du Massif armoricain, à deux heures de Paris et fait partie des 644 communes classées villes et villages fleuris. 
La commune fait partie de la province historique du Maine. 

## Géographie
Cette petite commune est située dans la vallée de la Sarthe, en aval d'Alençon. Cette portion de la vallée est appelée Alpes mancelles du fait des escarpements importants dus à l'érosion fluviatile. La Sarthe, au cours des périodes géologiques récentes, cheminait sur un plateau qu'elle a progressivement creusé. Le tracé de la rivière étant fait, elle a continué son creusement dans les couches plissées hercyniennes sous-jacentes. On explique ainsi que la Sarthe ait entaillé à la perpendiculaire les barres de grès armoricain. C'est la surimposition. Saint-Léonard-des-Bois doit ses paysages accidentés à ce phénomène. Les affleurements de grès armoricain se présentent par endroits, notamment dans le méandre de la Sarthe, sous la forme d'éboulis. Les falaises des Alpes mancelles aux alentours dépassent souvent les 200 m d'altitude côté est et révèlent un dénivelé de 100 m par rapport à la Sarthe.
On a exploité, à Saint-Léonard, des ardoisières au début du XXe siècle.

### Communes limitrophes
Les communes limitrophes de Saint-Léonard-des-Bois sont : 
Moulins-le-Carbonnel, Assé-le-Boisne, Sougé-le-Ganelon, Saint-Paul-le-Gaultier côté Sarthe et Saint-Pierre-des-Nids et Gesvres côté Mayenne. Elle est également limitrophe de l'Orne, et donc de la Normandie, par la commune de Saint-Céneri-le-Gérei au nord-est.
|                   | Saint-Pierre-des-Nids (Mayenne) | Saint-Céneri-le-Gérei (Orne      |
| Gesvres (Mayenne) | Saint-Léonard-des-Bois          | Moulins-le-Carbonnel             |
|                   | Saint-Paul-le-Gaultier          | Assé-le-Boisne, Sougé-le-Ganelon |

### Climat
Pour des articles plus généraux, voir Climat des Pays de la Loire et Climat du Val-d'Oise.
En 2010, le climat de la commune est de type climat océanique altéré, selon une étude du CNRS s'appuyant sur une série de données couvrant la période 1971-2000. En 2020, Météo-France publie une typologie des climats de la France métropolitaine dans laquelle la commune est dans une zone de transition entre le climat océanique et le climat océanique altéré et est dans une zone de transition entre les régions climatiques « Normandie (Cotentin, Orne) » et « Moyenne vallée de la Loire ». 
Pour la période 1971-2000, la température annuelle moyenne est de 10,6 °C, avec une amplitude thermique annuelle de 14 °C. Le cumul annuel moyen de précipitations est de 829 mm, avec 12,8 jours de précipitations en janvier et 7,6 jours en juillet. Pour la période 1991-2020, la température moyenne annuelle observée sur la station météorologique de Météo-France la plus proche, « Deauville », sur la commune de Deauville à 5 377 km à vol d'oiseau, est de 0,0 °C et le cumul annuel moyen de précipitations est de 0,0 mm,. Pour l'avenir, les paramètres climatiques de la commune estimés pour 2050 selon différents scénarios d'émission de gaz à effet de serre sont consultables sur un site dédié publié par Météo-France en novembre 2022.

## Urbanisme

### Typologie
Au 1er janvier 2024, Saint-Léonard-des-Bois est catégorisée commune rurale à habitat très dispersé, selon la nouvelle grille communale de densité à sept niveaux définie par l'Insee en 2022.
Elle est située hors unité urbaine. Par ailleurs la commune fait partie de l'aire d'attraction d'Alençon, dont elle est une commune de la couronne,. Cette aire, qui regroupe 89 communes, est catégorisée dans les aires de 50 000 à moins de 200 000 habitants,.

### Occupation des sols
L'occupation des sols de la commune, telle qu'elle ressort de la base de données européenne d’occupation biophysique des sols Corine Land Cover (CLC), est marquée par l'importance des territoires agricoles (73,5 % en 2018), une proportion sensiblement équivalente à celle de 1990 (73,8 %). La répartition détaillée en 2018 est la suivante : 
prairies (42,6 %), terres arables (27,1 %), forêts (24,5 %), zones agricoles hétérogènes (3,7 %), zones urbanisées (1 %), milieux à végétation arbustive et/ou herbacée (0,9 %). L'évolution de l’occupation des sols de la commune et de ses infrastructures peut être observée sur les différentes représentations cartographiques du territoire : la carte de Cassini (XVIIIe siècle), la carte d'état-major (1820-1866) et les cartes ou photos aériennes de l'IGN pour la période actuelle (1950 à aujourd'hui).

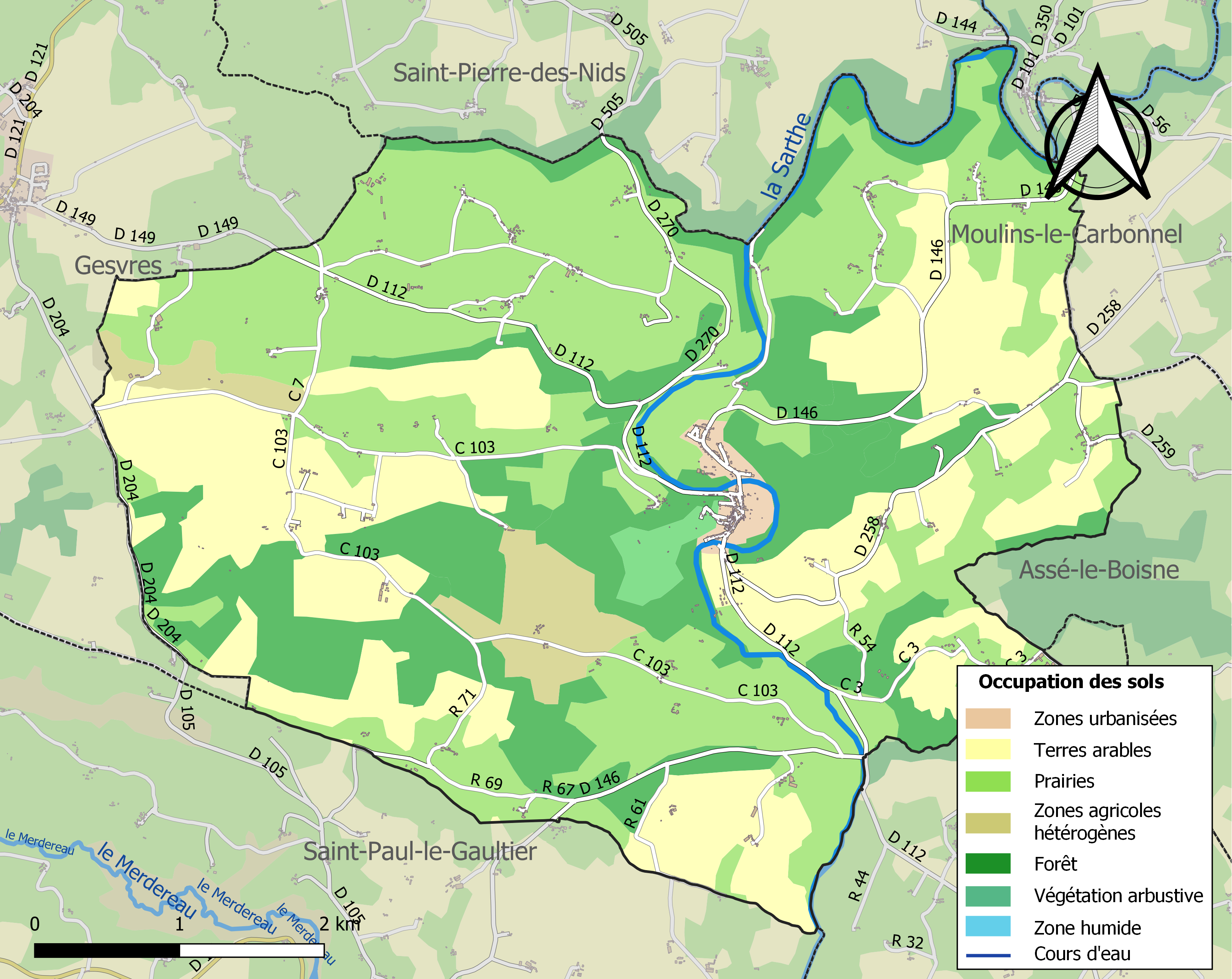
Carte des infrastructures et de l'occupation des sols de la commune en 2018 (CLC).

## Histoire
La commune a des vestiges historiques. L'un des plus anciens est le site de Narbonne, un camp retranché de l'époque gauloise. Au VIe siècle, l'ermite Léonard s'installe. Le lieu de son ermitage devient le lieu de pèlerinage dit de Vendeuvre.[réf. nécessaire]

## Politique et administration

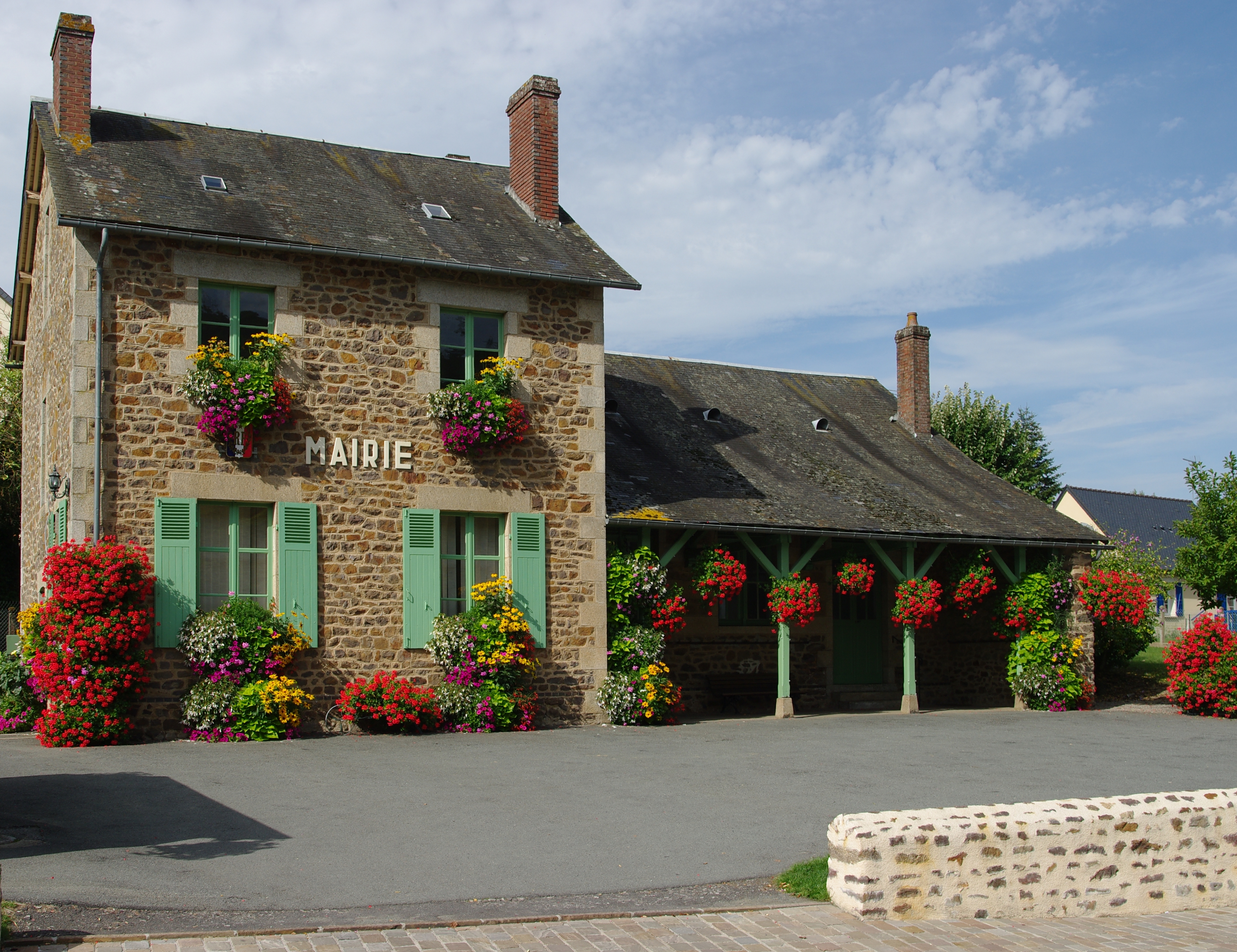
La mairie et la poste.

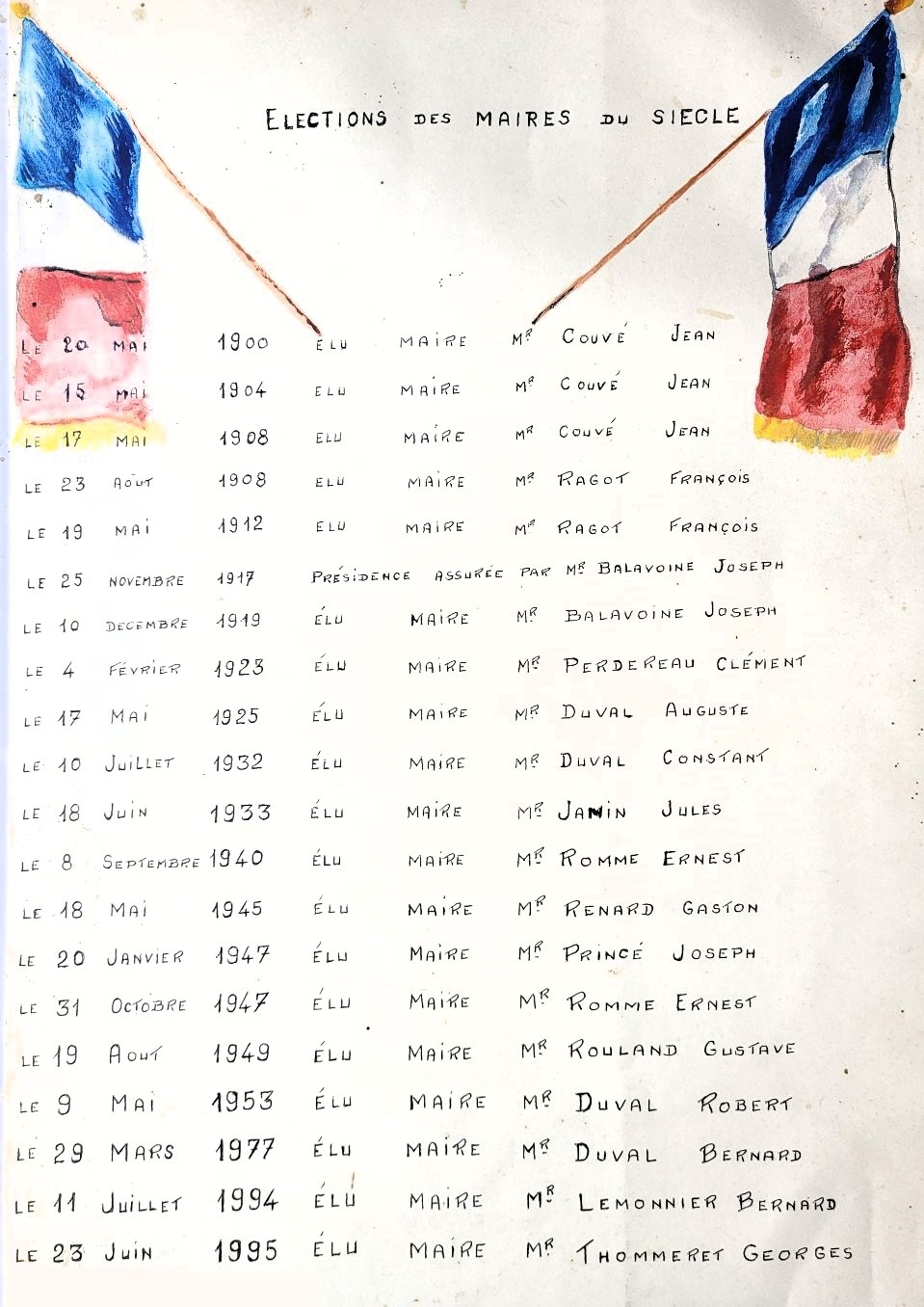
La mairie et la poste.

| Période                                  | Période   | Identité          | Étiquette | Qualité     |
| ---------------------------------------- | --------- | ----------------- | --------- | ----------- |
| 1898                                     |           | M. Couve          |           |             |
|                                          |           |                   |           |             |
| 1977                                     | 1994      | Bernard Duval     | SE        | Agriculteur |
|                                          | ...       | Bernard Lemonnier |           | Agriculteur |
| juin 1995                                | mars 2001 | Georges Thommeret |           | Hôtelier    |
| mars 2001                                | mars 2014 | Gérard Brault     | SE        | Agriculteur |
| mars 2014                                | En cours  | Pascal Delpierre  | SE        |             |
| Les données manquantes sont à compléter. |           |                   |           |             |

## Démographie
L'évolution du nombre d'habitants est connue à travers les recensements de la population effectués dans la commune depuis 1793. Pour les communes de moins de 10 000 habitants, une enquête de recensement portant sur toute la population est réalisée tous les cinq ans, les populations de référence des années intermédiaires étant quant à elles estimées par interpolation ou extrapolation. Pour la commune, le premier recensement exhaustif entrant dans le cadre du nouveau dispositif a été réalisé en 2004.
En 2022, la commune comptait 474 habitants, en évolution de +0,42 % par rapport à 2016 (Sarthe : −0,25 %, France hors Mayotte : +2,11 %).
| 1793  | 1800  | 1806  | 1821  | 1831  | 1836  | 1841  | 1846  | 1851  |
| ----- | ----- | ----- | ----- | ----- | ----- | ----- | ----- | ----- |
| 1 500 | 1 489 | 1 611 | 1 654 | 1 533 | 1 808 | 1 756 | 1 768 | 1 772 |

| 1856  | 1861  | 1866  | 1872  | 1876  | 1881  | 1886  | 1891  | 1896  |
| ----- | ----- | ----- | ----- | ----- | ----- | ----- | ----- | ----- |
| 1 702 | 1 663 | 1 667 | 1 518 | 1 510 | 1 504 | 1 406 | 1 323 | 1 212 |

| 1901  | 1906  | 1911  | 1921 | 1926 | 1931 | 1936 | 1946 | 1954 |
| ----- | ----- | ----- | ---- | ---- | ---- | ---- | ---- | ---- |
| 1 154 | 1 083 | 1 051 | 932  | 956  | 870  | 835  | 794  | 758  |

| 1962 | 1968 | 1975 | 1982 | 1990 | 1999 | 2004 | 2006 | 2009 |
| ---- | ---- | ---- | ---- | ---- | ---- | ---- | ---- | ---- |
| 722  | 639  | 568  | 512  | 497  | 503  | 514  | 516  | 537  |

| 2014 | 2019 | 2022 | - | - | - | - | - | - |
| ---- | ---- | ---- | - | - | - | - | - | - |
| 486  | 471  | 474  | - | - | - | - | - | - |

## Économie
Saint-Léonard-des-Bois a connu l'exploitation d'une ardoisière et d'une carrière. Aujourd'hui l'économie de Saint-Léonard-des-Bois est principalement basée sur le tourisme vert. Des aménagements ont été faits pour accueillir des touristes (hôtel, gites, chambres d'hôtes ainsi qu'un camping) ainsi qu'un développement du commerce (crêperies, bars, restaurants, etc.) et des loisirs (randonnée, équitation, escalade, etc.)

## Culture locale et patrimoine

### Lieux et monuments
- Manoir de Linthe, du XVIe siècle, inscrit au titre des monuments historiques en 1984[20].
- Église Saint-Léonard,  du XIIe siècle, puis remaniée à de nombreuses reprises. Située au centre de la commune, elle est de style romano-gothique, construite en pierre, et possède une voûte en bois ainsi qu'une cuve baptismale. D'anciennes ouvertures romanes sont visibles sur les murs extérieurs.
- Chapelle Saint-Laurent, des XIVe et XVe siècles. Ancien lieu de pèlerinage réputé aider la guérison du mal de dents.
- Chapelle de Linthe, dite chapelle Notre-Dame-de-Pitié, de 1753, rattachée au manoir de Linthe d'après son linteau qui porte les armes de la famille Du Hardaz, seigneurs du lieu.

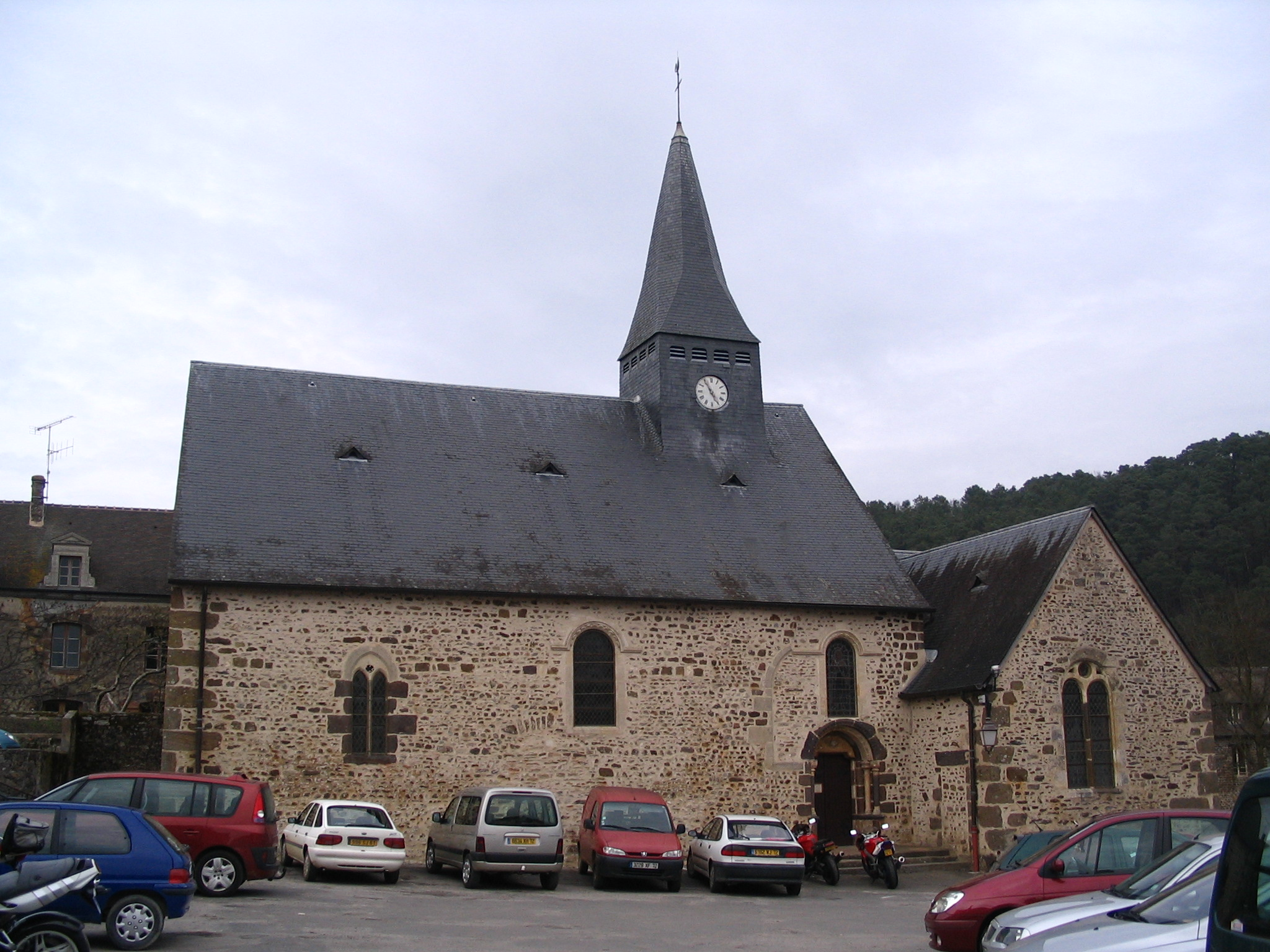
L'église Saint-Léonard.
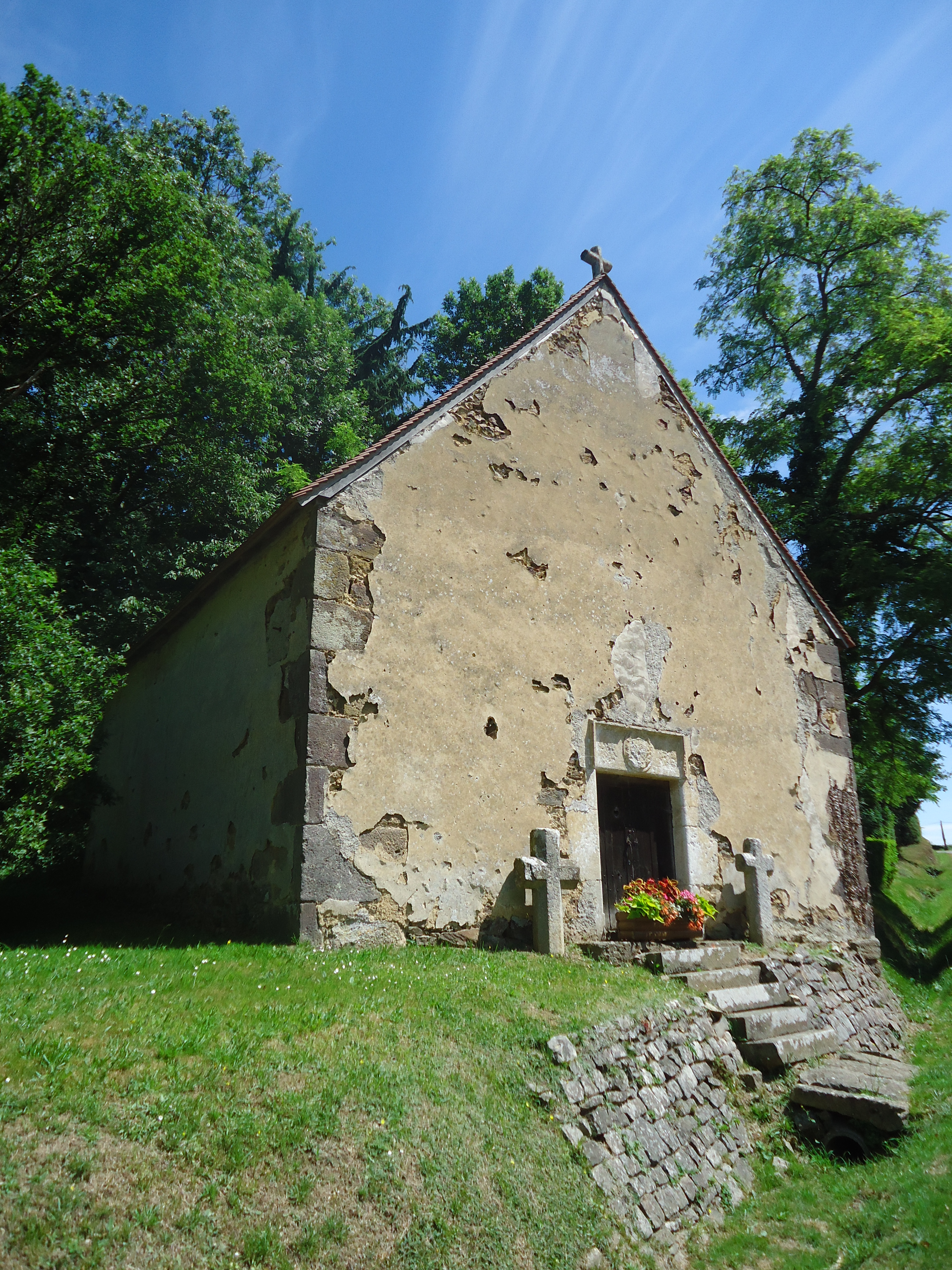
La chapelle de Linthe.
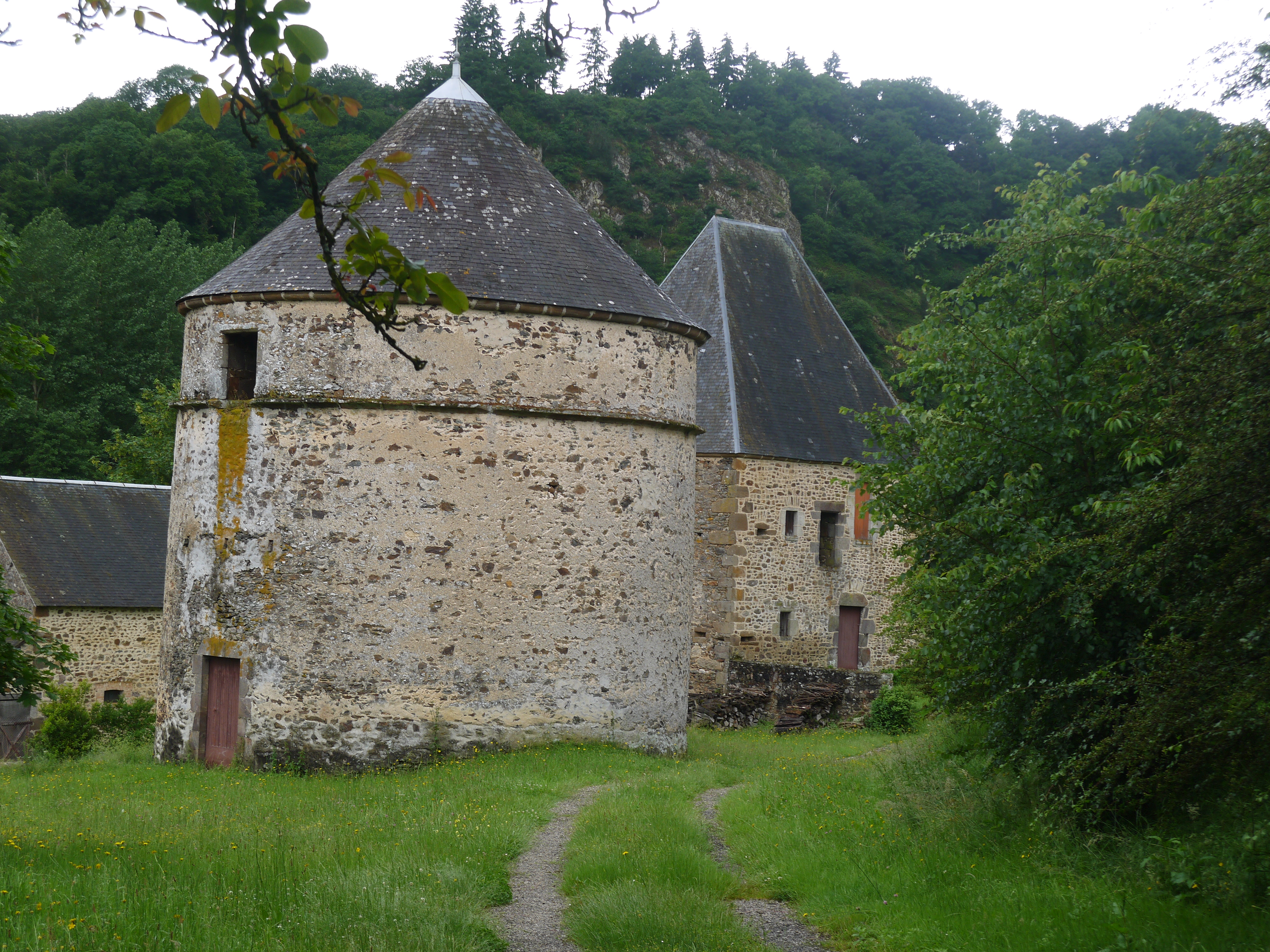
Le manoir de Linthe.
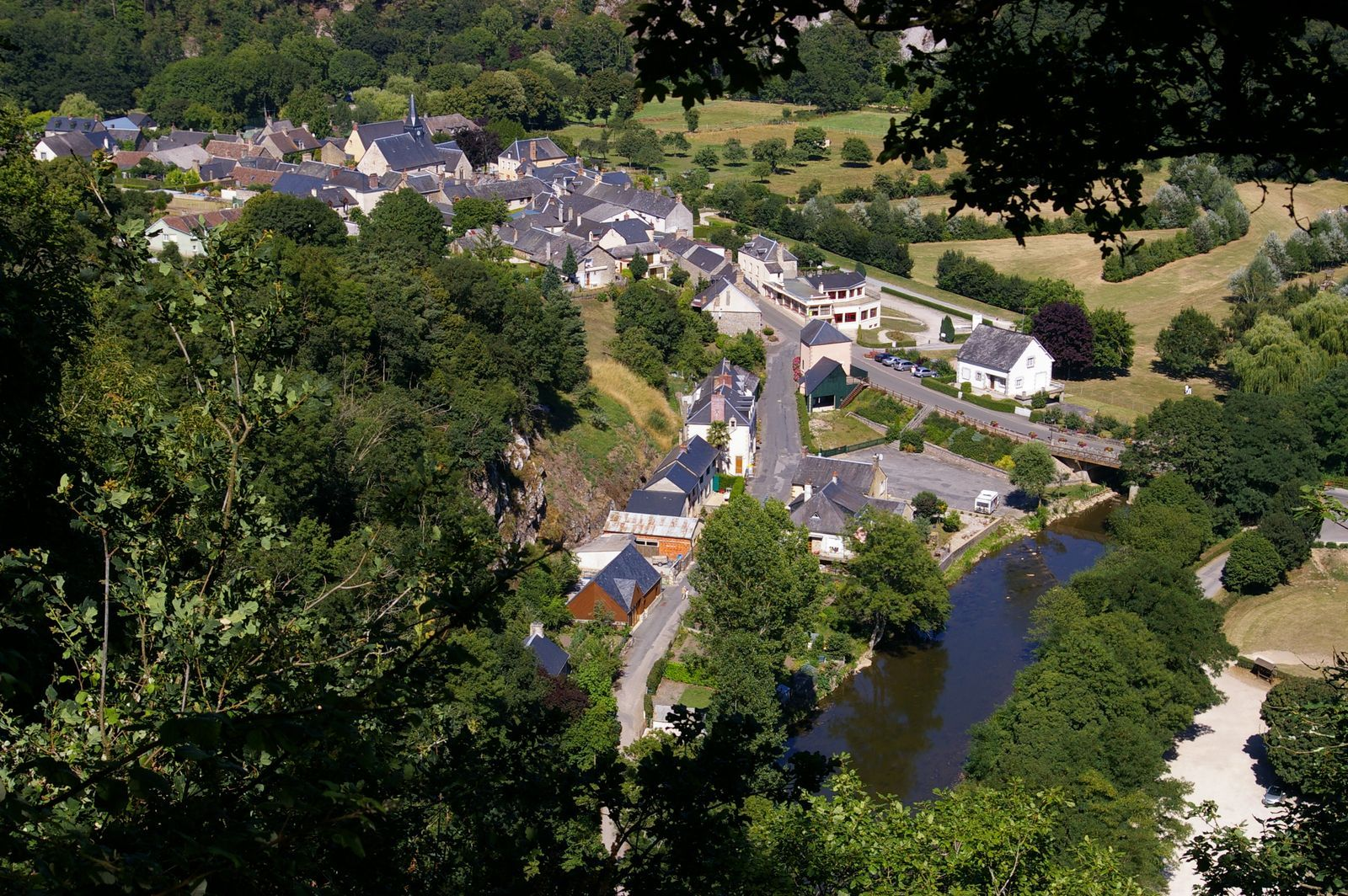
Entrée du village.

### Activité et manifestations
La fête patronale de Saint-Léonard-des-Bois se déroule le troisième dimanche d'octobre de chaque année.

### Héraldique
| Armes de Saint-Léonard-des-Bois | Les armoiries de Saint-Léonard-des-Bois se blasonnent ainsi : D'azur à la crosse d'or entortillée d'un serpent contourné du même; à la filière d'or. |